# Loriol-sur-Drôme
Loriol-sur-Drôme là một xã thuộc tỉnh Drôme trong vùng Auvergne-Rhône-Alpes đông nam nước Pháp. Xã Loriol-sur-Drôme nằm ở khu vực có độ cao trung bình 108 mét trên mực nước biển.